# 梁以桂
梁以桂，直隸顺天府大兴县（今北京市境内）人，清朝政治人物。
顺治六年（1649年），登己丑科进士，官至饒州府知府。